# سربل (قنبد قابوس)
سربل (بالفارسية: سرپل) هي قرية تقع في غلستان في إيران. يقدر عدد سكانها بـ 835 نسمة .